# Hamat
Hamat (en arabe : حامات / ḥāmāt) est un village libanais situé dans le district de Batroun.

## Géographie
Promontoire crayeux qui s'avance dans la mer, le village de Hamat surplombe Ra's ach-Chaq'a (en arabe : رأس الشقعة), le cap de Theouprosopan. L'église Mar Elias, située sur les hauteurs de ce cap, domine la vallée verdoyante de Nahr el-Joz (en arabe : نهر الجوز), la rivière des noix, en contrebas. Quant à la route du bord de mer de Ras ach-Chaq'a, elle offre une vue sur les plages à proximité. Le village est situé à 287 m d'altitude.

## Base militaire
- La base militaire aérienne de Hamat (en arabe : قاعدة حامات الجوية) est une base des Forces aériennes libanaises située dans le village de Hamat.

## Monuments[1]
- Le monastère orthodoxe Notre-Dame-de-Nourieh.
- Deir Mar Elias
- Deir Mar Jeryius